# Cooper Tire & Rubber Company
Cooper Tire & Rubber Company ist ein US-amerikanischer Hersteller für PKW-, Motorrad-, Kleintransporter- und Renn-Reifen. Die Marke ist vor allem für ihre 4x4-Reifen bekannt. 

## Geschichte
Das Unternehmen wurde 1926 in Findlay, Ohio gegründet und trägt den Namen einer ihrer Gründer, Ira J. Cooper. Heute zählt das Unternehmen über 9.200 Mitarbeiter weltweit.
1997 wurde der Reifenhersteller Avon Tyres übernommen.
Im Februar 2021 wurde Cooper Tyres von Goodyear für 2,5 Milliarden Dollar übernommen.
2003 wurde der Reifenhersteller Mickey Thompson in Stow (Ohio) übernommen.